# Breadwinners

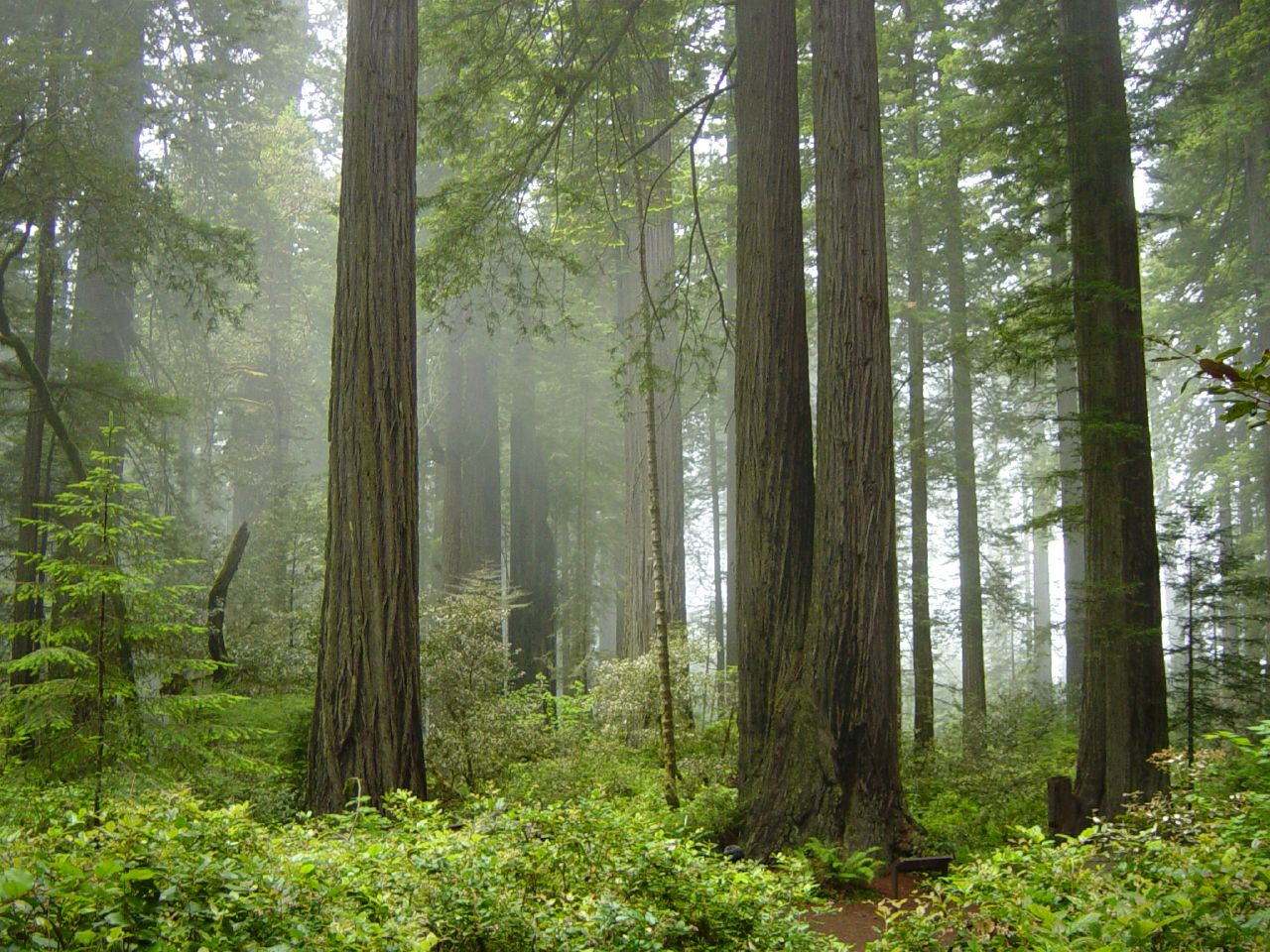
El Parque Nacional Redwood, usado como escenario para representar Ciudad Árbol en la serie.

Breadwinners es una serie animada de televisión de la cadena Nickelodeon. Fue creada por Gary "Doodles" DiRaffaele y Steve Borst. La serie finalizó el 12 de septiembre de 2016.
Se estrenó el 17 de febrero de 2014 en Estados Unidos, y el 13 de octubre en Latinoamérica. Después se estrenó en España por Nickelodeon el 6 de octubre de 2014.

## Sinopsis

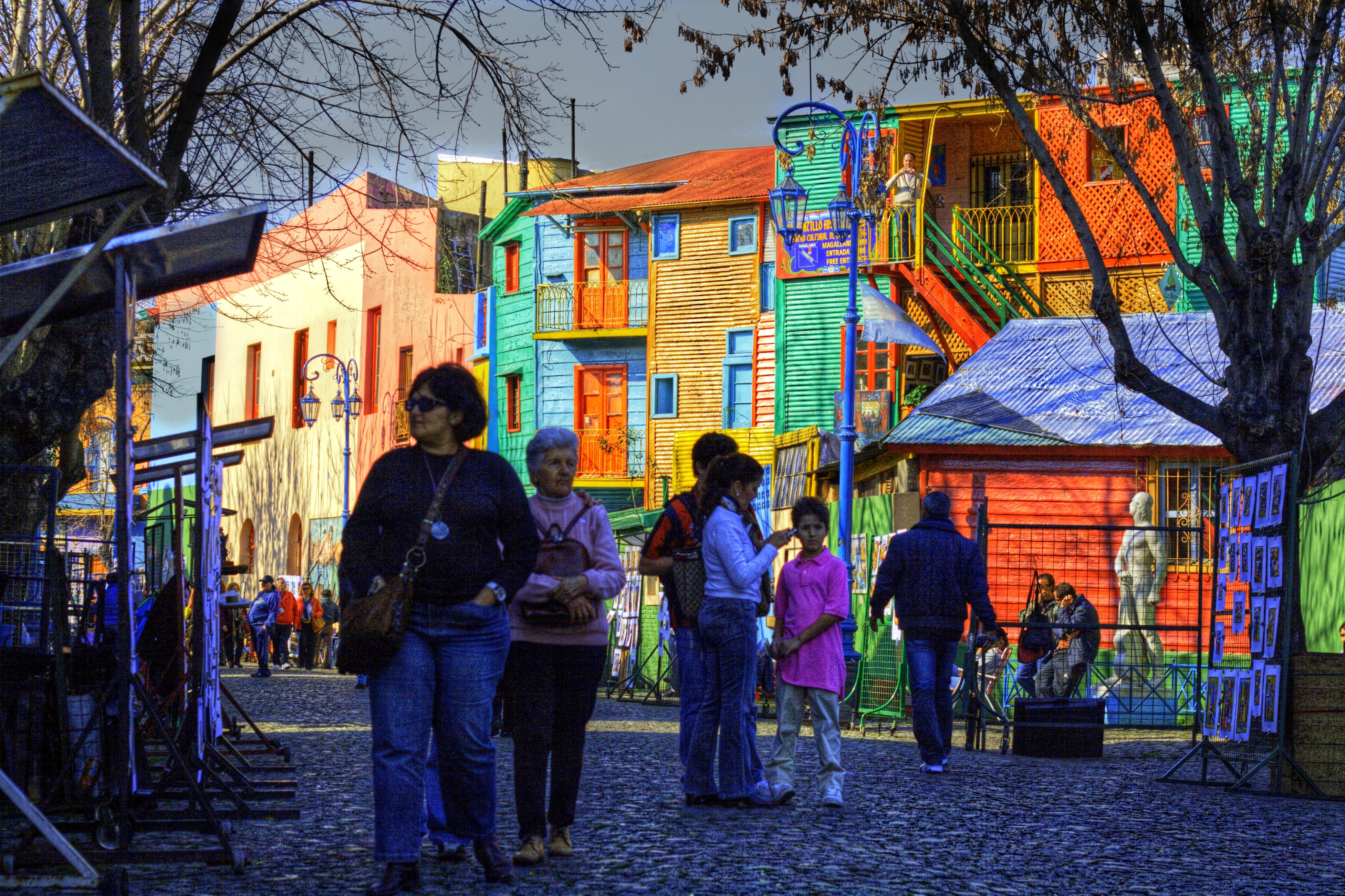
Caminito, usado como escenario para representar Cuackmetrópolis.

SwaySway y Buhdeuce son dos patos despreocupados que vuelan alrededor del planeta acuático Pondgea en una camioneta cohete entregando pan de sabores extraños a los habitantes de su comunidad, en su mayoría otros patos. Aunque se toman muy en serio su trabajo, terminan involucrándose en numerosas aventuras debido a su limitada inteligencia, la cual abarca únicamente a su trabajo y poco más.
Una característica principal es que, parodiando a diferentes personajes de videojuegos como Sonic the Hedgehog, SwaySway y Buhdeuce pueden transformarse en diferentes caracterizaciones de acuerdo al problema al que estén enfrentando. Por ejemplo, si se están ahogando adoptan el cuerpo de un pato real hasta llegar a tierra firme, o si ya no saben cómo sobrevivir en un espacio abandonado y hostil se convierten en indios irracionales y se comportan como tal hasta que alguien los encuentre.

## Personajes

### SwaySway
Es un pato alto, delgado con cabello rubio y con una enorme cabeza. Tiene 19 años, y como el mayor es el que comanda el dúo, pero habitualmente pierde el control porque tiene unas responsabilidades muy grandes, sobre todo cuidar y proteger a su mejor amigo Buhdeuce. SwaySway está inicialmente enamorado de una pata llamada Jenny Quackles y de hecho logra declarársele, pero ella lo rechazó por otro pato llamado Hot Shot. Lo que más le importa a SwaySway es que Buhdeuce cumpla su sueño de ser el mejor Breadwinner, por suerte Buhdeuce lleva una buena experiencia del pan y sus tipos. Su habilidad es manejar la camioneta cohete, pero por otro lado no es capaz de hacer otra cosa al mismo tiempo que maneja, por lo que necesita a Buhdeuce como compañero obligado. Su movimiento particular (que usa tanto para defenderse como para jugar) es el "punchi-fiesta", en el cual su puño se suelta de su brazo y golpea al adversario aunque esté lejos.

### Buhdeuce
Buhdeuce es un pato con cabello rubio,pequeño y regordete y el mejor amigo de SwaySway. Tiene 13 años. Es prácticamente inútil para cualquier cosa que no sea su trabajo, ya que no sabe ni bañarse y apenas sabe contar hasta tres. En ese sentido, lo que tiene de bueno es su lealtad al oficio de Breadwinner y a SwaySway. Su movimiento particular es el "bote", un golpe con el trasero.

### Rambamboo
Policía aérea que detiene frecuentemente a los Breadwinners por exceso de velocidad, y debido a eso llega a odiarlos, No obstante, parece atraída por Buhdeuce.

### T-Midi
Es una lechuza con mucho dinero, lo cual se deduce de su ropa y de la elegancia que mantiene en su casa. Es el cliente n.º1 de los Breadwinners. Vive con su madre, un retrato que cambia de expresión cuando nadie lo ve. En un episodio se da a entender que la T de su alias es por su nombre real, Talonius.

### Ketta
Mecánica de los Breadwinners. Experta en su trabajo también, repara la camioneta cohete en un abrir y cerrar de ojos, y acostumbra agregar otras cosas que aparentemente no tienen nada que ver.

### Jelly
La rana mascota de los Breadwinners, que aunque come insectos como cualquier rana se comporta como un perro.

### Master Pan
Es una especie de genio que administra el trabajo de los Breadwinners, ya que es precisamente el que hace el pan que ellos venden. Vive en las Minas de Pan y está hecho de pan.

### Oonski el Grande
Es un castor gigante al que le gusta robar y romper cosas, aunque su nivel de inteligencia no supera al de los Breadwinners.

### Hot Shot
Es un pato aparentemente cool que anda en una motoneta aérea. Viste de negro con lentes oscuros y sólo grazna, al igual que la mayoría de los patos de la ciudad.

### Jenny Quackles
El interés amoroso de SwaySway, que es una pata doméstica con la que intenta casarse SwaySway y solo grazna, al igual que la mayoría de patos de la ciudad. Se revela que está casada con Hot Shot.

### PB, el oso panda
Es un oso panda que los Breadwinners adoptaron para hacer compañía a Jelly. A primera vista parece adorable, pero si lo dejan con otra mascota, se vuelve un monstruo. Solo aparece en el capíulo PB y J.

### Sr. Pumpers
Es el mesero de los Breadwinners que trabaja en un restaurante en el cielo.

## Lugares de Pondgea
- Cuackmetrópolis: Es una ciudad en una isla con edificios verdes, amarillos, azules, etc. Su zona más peligrosa es la Colonia Levadura. Su escenario principal es La Boca, en Buenos Aires.
- Minas de Pan: Son las minas de Pondgea, zona de trabajo subterránea de los Breadwinners. Tiene todo tipo de panes, tales como la hogaza de centeno con goma de mascar, hogaza de arándano relleno con espagueti, hogaza de centeno diamante, etc. Su escenario principal es la Gruta de Maquiné, en el estado brasileño de Minas Gerais.
- Ciudad Árbol: Una isla boscosa, hogar de T-Midi que tiene árboles y pantanos. Su escenario principal es el Parque Nacional Redwood, en California.
- Triángulo de Pondgea: Zona embrujada donde la rocket-van es poseída por el polterganzo

## Episodios
| Temporada | Temporada | Episodios | Estados Unidos        | Estados Unidos           | Latinoamérica           | Latinoamérica           | España                 | España              |
| Temporada | Temporada | Episodios | Comienzo              | Final                    | Comienzo                | Final                   | Comienzo               | Final               |
| --------- | --------- | --------- | --------------------- | ------------------------ | ----------------------- | ----------------------- | ---------------------- | ------------------- |
|           | 1         | 20        | 17 de febrero de 2014 | 26 de abril de 2015      | 13 de octubre de 2014   | 31 de octubre de 2015   | 6 de octubre de 2014   | 12 de marzo de 2015 |
|           | 2         | 20        | 5 de abril de 2015    | 12 de septiembre de 2016 | 5 de septiembre de 2015 | 25 de diciembre de 2016 | 9 de noviembre de 2015 | 20 de julio de 2016 |